# Роздол
Роздол (укр. Розділ) — посёлок в Новороздольской городской общине Стрыйского района Львовской области Украины.
Расположен на берегах реки Колодница (нижний приток Днестра).

## История
В 1940 году селение получило статус посёлок городского типа.
В январе 1989 года численность населения составляла 4861 человек.
По состоянию на 1 января 2013 года численность населения составляла 2626 человек.